# Ідеальний шторм (вираз)
«Ідеальний шторм» (англ. Perfect storm) — фразеологізм, що означає ситуацію, яка виникає внаслідок такого складання ряду несприятливих чинників, коли їх сумарний негативний ефект істотно зростає. Це словосполучення прийшло в українську мову з англійської завдяки однойменному кінофільму.

## Значення
Згідно з «Оксфордським словником англійської мови» вираз «ідеальний шторм» визначається як украй люта буря, що виникає в результаті рідкісного складання декількох несприятливих метеорологічних чинників, через що сумарний руйнівний ефект значно збільшується.
Надалі цей фразеологізм почав широко використовуватися в метафоричному сенсі — для опису різних критичних і кризових ситуацій в економіці, політиці, міжнародних відносинах і інших сферах.

## Популяризація словосполучення
Попри те, що словосполучення perfect storm зрідка використовувалося як визначення лютої бурі впродовж досить тривалого часу, широке поширення цей вираз отримав тільки в 90-х роках XX століття. Американський письменник і журналіст Себастьян Юнгер задумав написати книгу про потужний шторм 1991 року, який обрушився на Східне узбережжя США і Атлантичну Канаду з 28 жовтня по 2 листопада(за що спочатку дістав назву «Гелловінський шторм 1991 року»). Збираючи матеріал, Юнгер зустрівся з Бобом Кейсом, що обіймав посаду заступника керівника відділення Національної метеорологічної служби США в Бостоні. Описуючи причини, які спричинили надзвичайно потужний шторм, Кейс використав означення «ідеальна ситуація» (англ. perfect situation) для пояснення рідкісного співпадання трьох факторів:
- потоку теплого повітря з області низького тиску
- зустрічного потоку холодного і сухого повітря з області високого тиску
- тропічної вологи, принесеної ураганом «Грейс»

Юнгер використав прикметник «ідеальний»(англ. perfect) із використанного Кейсом словосполучення і об'єднав із словом «шторм»(англ. storm). Отриманий неологізм Юнгер використав як назву своєї книги, написаної в жанрі літературної журналістики. Твір був опублікований в 1997 році і посприяв популяризації словосполучення «ідеальний шторм». У 2000 році за мотивами книги був знятий високобюджетний голлівудський фільм за участю ряду зоряних акторів, таких як Джордж Клуні і Марк Волберг. Картина, яка також дістала назву «Ідеальний шторм», мала великий успіх як в США, так і у світовому прокаті; це привело до широкого поширення власне самого терміну.

## Цікаві факти
- Спочатку шторм 1991 року[en], що бушував на атлантичному узбережжі США і Канади з 29 жовтня по 2 листопада, дістав назву «Гелловінський шторм 1991 року» (англ. Halloween Nor'easter of 1991). Проте згодом, після виходу в 1997 році книги і в 2000 році фільму, які мали назву «Ідеальний шторм», саму бурю 1991 року також почали називати «Ідеальний шторм».
- «Ідеальний шторм» визначається як украй люта буря, рідкісна по своїй потужності і руйнівності. Проте сам шторм 1991 року таким не був: американські метеорологи відмічали, що шторм, будучи дійсно дуже сильним, не був якимсь унікальним по своїй силі або руйнівності, а в історії США траплялися і потужніші бурі[3].
- Лінгвісти університету Лейк Суперіор[en], які щорічно з 1976 року складають «Список слів, які треба вилучити з англійської мови за їх надмірно часте або неправильне вживання або повне безглуздя», в рейтингу за 2007 рік на перше місце поставили фразеологізм «ідеальний шторм»[4][5], який у зв'язку з тим, що вибухнула в 2007 році фінансова криза почав широко, і частенько не до місця, застосовуватися для аналізу ситуації, що склалася, і оцінки перспектив розвитку.

## Ресурси Інтернету
- storm#eid Perfect storm (англ.). Оксфордський словник англійської мови. Процитовано 14 лютого 2015.
- Павло Русланович (3 жовтня 2012). Цитата в словниках і в перекладі. Сайт Павла Палажченка. Архів оригіналу за 6 серпня 2017. Процитовано 14 лютого 2015.